# Казімеж Пшибись
Казімеж Пшибись (пол. Kazimierz Przybyś, нар. 11 липня 1960, Радом) — польський футболіст, що грав на позиції захисника.
Виступав, зокрема, за клуб «Відзев», а також національну збірну Польщі.

## Клубна кар'єра
У дорослому футболі дебютував 1982 року виступами за команду клубу «Бронь» (Радом).
В 1983 році перейшов в клуб «Шльонськ», в якій провів один сезон, взявши участь у 38 матчах чемпіонату. 
У 1984 році перейшов до клубу «Відзев», за який відіграв 6 сезонів.  Більшість часу, проведеного у складі «Відзева», був основним гравцем захисту команди. Завершив професійну кар'єру футболіста виступами за команду «Відзев» у 1990 році.

## Виступи за збірну
У 1985 році дебютував в офіційних матчах у складі національної збірної Польщі. Протягом кар'єри у національній команді, яка тривала усього 3 роки, провів у формі головної команди країни 15 матчів.
У складі збірної був учасником чемпіонату світу 1986 року у Мексиці.